# Hinje, Žužemberk
Hinje so naselje v Občini Žužemberk.
V Hinjah je bil postavljen in je delal eden od prvih industrijskih parnih strojev na ozemlju današnje Slovenije, uporabljen je bil za pogon žage za razrez hlodovine.

### Farne spominske plošče v župniji Hinje
V župniji Hinje so postavljene Farne spominske plošče, na katerih so imena vaščanov iz okoliških vasi (Hinje, Hrib, Klopce, Lazina, Lopata, Pleš, Prevole, Ratje, Sela pri Hinjah, Smuka, Veliko Lipje, Visejec, Vrh pri Hinjah in Žvirče), ki so padli kot žrtve protikomunistične strani v letih 1942-1945. Skupno je na ploščah 174 imen.

### Znani Slovenci, rojeni v Hinjah
- Rudolf Pečjak, slovenski pedagog, pisatelj, pesnik in dramatik[4]